# Wittenmoor
Wittenmoor è un ex comune tedesco di 282 abitanti, situato nel land della Sassonia-Anhalt.
Dal 1º gennaio 2010 è stato accorpato alla città anseatica di Stendal.
Diede i natali allo storico e militare Albrecht von Alvensleben-Schönborn.